# Bellefontaine (Jura)
Cet article possède un paronyme, voir Bonnefontaine.
Pour la station de sports d'hiver, voir Bellefontaine (station de sports d'hiver).
Bellefontaine est une commune française située dans le département du Jura, dans la région culturelle et historique de Franche-Comté et la région administrative Bourgogne-Franche-Comté.
Ses habitants sont appelés les Bikans.

## Géographie

### Climat
Pour des articles plus généraux, voir Climat de la Bourgogne-Franche-Comté et Climat du département du Jura.
En 2010, le climat de la commune est de type climat de montagne, selon une étude du Centre national de la recherche scientifique s'appuyant sur une série de données couvrant la période 1971-2000. En 2020, Météo-France publie une typologie des climats de la France métropolitaine dans laquelle la commune est exposée à un climat de montagne ou de marges de montagne et est dans la région climatique  Jura, caractérisée par une forte pluviométrie en toutes saisons (1 000 à 1 500 mm/an), des hivers rigoureux et un ensoleillement médiocre. 
Pour la période 1971-2000, la température annuelle moyenne est de 6,4 °C, avec une amplitude thermique annuelle de 16,1 °C. Le cumul annuel moyen de précipitations est de 1 929 mm, avec 13,3 jours de précipitations en janvier et 11,2 jours en juillet. Pour la période 1991-2020, la température moyenne annuelle observée sur la station météorologique de Météo-France la plus proche, « Mouthe », sur la commune de Mouthe à 20 km à vol d'oiseau, est de 6,9 °C et le cumul annuel moyen de précipitations est de 1 677,4 mm. 
La température maximale relevée sur cette station est de 36 °C, atteinte le 1er juillet 1952 ; la température minimale est de −36,7 °C, atteinte le 13 janvier 1968,,. 
Les paramètres climatiques de la commune ont été estimés pour le milieu du siècle (2041-2070) selon différents scénarios d'émission de gaz à effet de serre à partir des nouvelles projections climatiques de référence DRIAS-2020. Ils sont consultables sur un site dédié publié par Météo-France en novembre 2022.

## Urbanisme

### Typologie
Au 1er janvier 2024, Bellefontaine est catégorisée commune rurale à habitat dispersé, selon la nouvelle grille communale de densité à sept niveaux définie par l'Insee en 2022.
Elle est située hors unité urbaine. Par ailleurs la commune fait partie de l'aire d'attraction de Hauts de Bienne, dont elle est une commune de la couronne,. Cette aire, qui regroupe 7 communes, est catégorisée dans les aires de moins de 50 000 habitants,.

### Occupation des sols
L'occupation des sols de la commune, telle qu'elle ressort de la base de données européenne d’occupation biophysique des sols Corine Land Cover (CLC), est marquée par l'importance des forêts et milieux semi-naturels (76 % en 2018), une proportion sensiblement équivalente à celle de 1990 (75,9 %). La répartition détaillée en 2018 est la suivante : 
forêts (76 %), prairies (16,1 %), zones agricoles hétérogènes (3,2 %), zones humides intérieures (2,7 %), zones urbanisées (1,2 %), eaux continentales (0,7 %). L'évolution de l’occupation des sols de la commune et de ses infrastructures peut être observée sur les différentes représentations cartographiques du territoire : la carte de Cassini (XVIIIe siècle), la carte d'état-major (1820-1866) et les cartes ou photos aériennes de l'IGN pour la période actuelle (1950 à aujourd'hui).

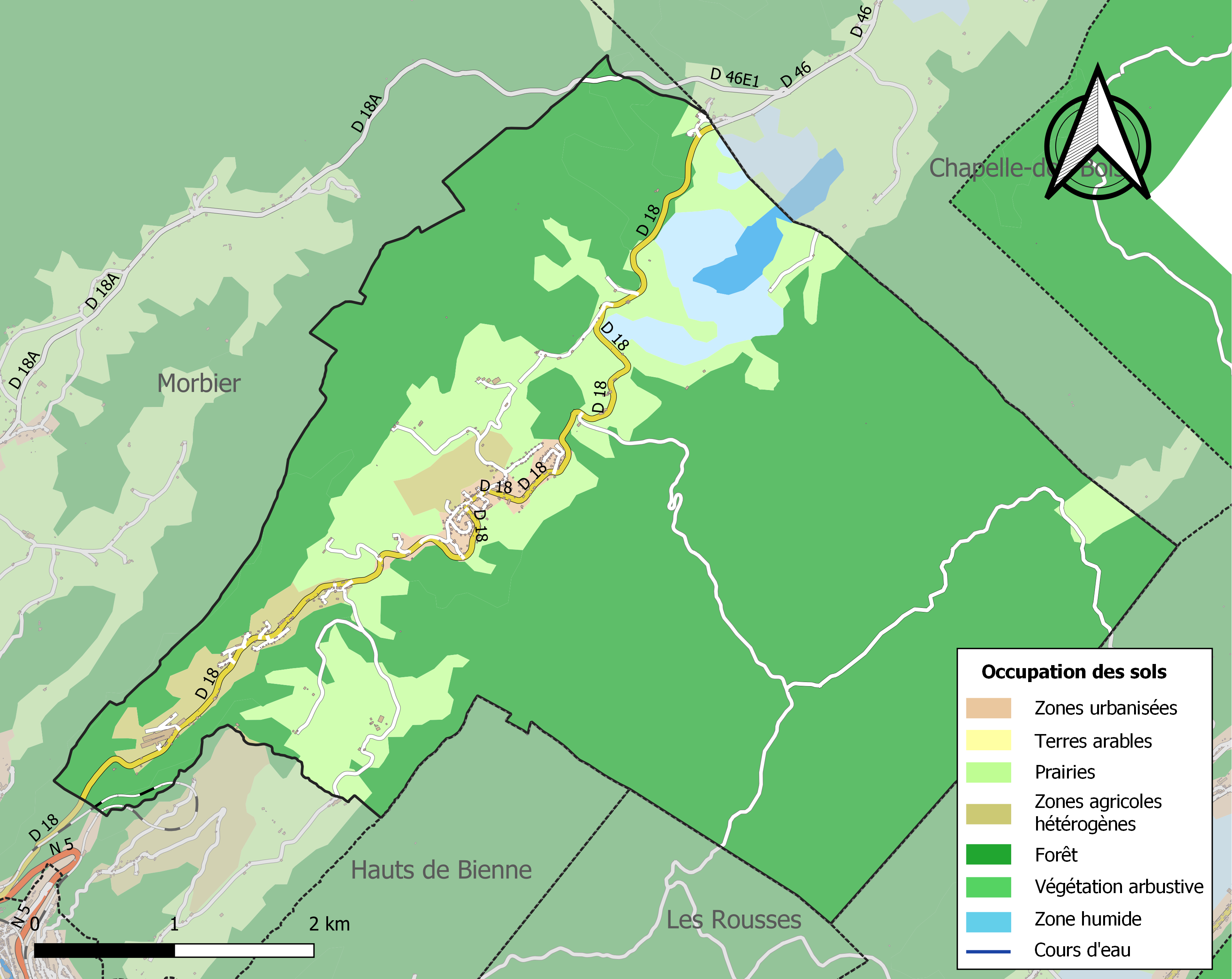
Carte des infrastructures et de l'occupation des sols de la commune en 2018 (CLC).

## Héraldique
| Blason de Bellefontaine | Blason  | Coupé: au 1er d'azur semé de billettes d'or, au lion issant et brochant du même; au 2e de sinople à la fontaine d'argent. |
| Blason de Bellefontaine | Détails | Le statut officiel du blason reste à déterminer.                                                                          |

## Économie
- René Bejannin et son fils Hervé, ébénistes, se sont spécialisés dans la fabrication des horloges comtoises et des mini-comtoises.
- La taillerie : Gilbert Duraffourg était un artisan lapidaire et diamantaire exerçant à Bellefontaine. Sa fille a repris le flambeau depuis qu'il est en retraite.
- Signaux Girod : Leader européen de la signalétique.

## Politique et administration
| Période   | Période   | Identité         | Étiquette | Qualité                                                |
| --------- | --------- | ---------------- | --------- | ------------------------------------------------------ |
| 1959      | mars 2008 | Bernard Perrad   |           |                                                        |
| mars 2008 | mars 2014 | Odile Perrad     |           | ancienne directrice de l'école Jeanne d'Arc de Morbier |
| mars 2014 | 2020      | Régis Malinverno | UDI       | Retraité Conseiller départemental depuis novembre 2018 |
| 2020      | En cours  | Martine Guyon    |           |                                                        |

## Démographie
L'évolution du nombre d'habitants est connue à travers les recensements de la population effectués dans la commune depuis 1793. Pour les communes de moins de 10 000 habitants, une enquête de recensement portant sur toute la population est réalisée tous les cinq ans, les populations de référence des années intermédiaires étant quant à elles estimées par interpolation ou extrapolation. Pour la commune, le premier recensement exhaustif entrant dans le cadre du nouveau dispositif a été réalisé en 2006.

En 2022, la commune comptait 494 habitants, en évolution de −9,36 % par rapport à 2016 (Jura : −0,81 %, France hors Mayotte : +2,11 %).
| 1793 | 1800 | 1806 | 1821 | 1831 | 1836 | 1841 | 1846 | 1851 |
| ---- | ---- | ---- | ---- | ---- | ---- | ---- | ---- | ---- |
| 636  | 620  | 695  | 678  | 758  | 765  | 802  | 777  | 704  |

| 1856 | 1861 | 1866 | 1872 | 1876 | 1881 | 1886 | 1891 | 1896 |
| ---- | ---- | ---- | ---- | ---- | ---- | ---- | ---- | ---- |
| 717  | 698  | 710  | 584  | 581  | 542  | 542  | 515  | 517  |

| 1901 | 1906 | 1911 | 1921 | 1926 | 1931 | 1936 | 1946 | 1954 |
| ---- | ---- | ---- | ---- | ---- | ---- | ---- | ---- | ---- |
| 456  | 469  | 430  | 354  | 307  | 317  | 290  | 255  | 276  |

| 1962 | 1968 | 1975 | 1982 | 1990 | 1999 | 2006 | 2011 | 2016 |
| ---- | ---- | ---- | ---- | ---- | ---- | ---- | ---- | ---- |
| 237  | 227  | 255  | 314  | 422  | 453  | 534  | 547  | 545  |

| 2021 | 2022 | - | - | - | - | - | - | - |
| ---- | ---- | - | - | - | - | - | - | - |
| 505  | 494  | - | - | - | - | - | - | - |

## Lieux et monuments

### Voies

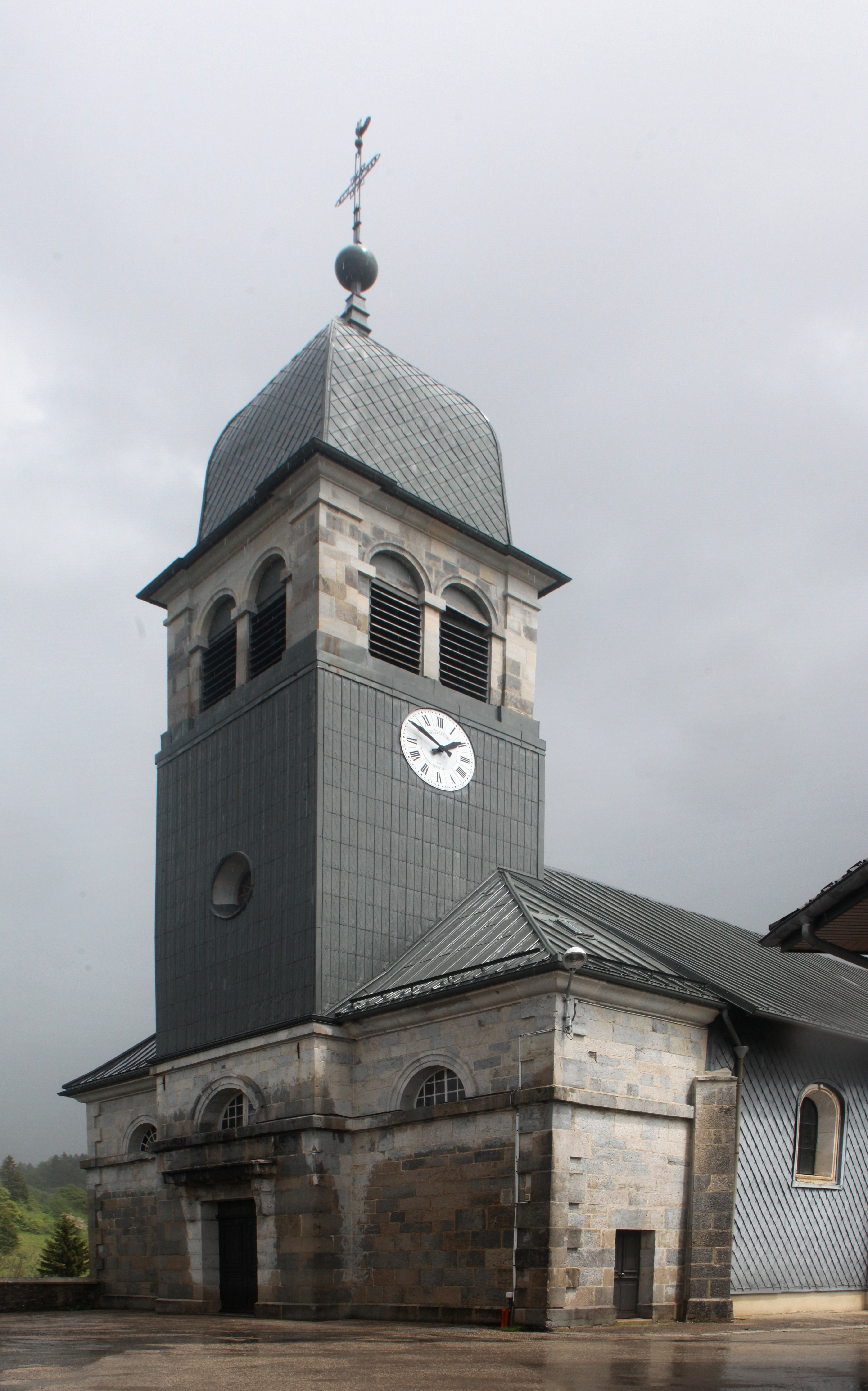
Église Saint-Renobert (XIXe siècle s.).

| 64 odonymes recensés à Bellefontaine au 15 novembre 2013 | 64 odonymes recensés à Bellefontaine au 15 novembre 2013 | 64 odonymes recensés à Bellefontaine au 15 novembre 2013 | 64 odonymes recensés à Bellefontaine au 15 novembre 2013 | 64 odonymes recensés à Bellefontaine au 15 novembre 2013 | 64 odonymes recensés à Bellefontaine au 15 novembre 2013 | 64 odonymes recensés à Bellefontaine au 15 novembre 2013 | 64 odonymes recensés à Bellefontaine au 15 novembre 2013 | 64 odonymes recensés à Bellefontaine au 15 novembre 2013 | 64 odonymes recensés à Bellefontaine au 15 novembre 2013 | 64 odonymes recensés à Bellefontaine au 15 novembre 2013 | 64 odonymes recensés à Bellefontaine au 15 novembre 2013 | 64 odonymes recensés à Bellefontaine au 15 novembre 2013 | 64 odonymes recensés à Bellefontaine au 15 novembre 2013 | 64 odonymes recensés à Bellefontaine au 15 novembre 2013 | 64 odonymes recensés à Bellefontaine au 15 novembre 2013 |
| Allée                                                    | Avenue                                                   | Bld                                                      | Chemin                                                   | Cours                                                    | Impasse                                                  | Côte                                                     | Passage                                                  | Place                                                    | Quai                                                     | Rd-point                                                 | Route                                                    | Rue                                                      | Ruelle                                                   | Autres                                                   | Total                                                    |
| -------------------------------------------------------- | -------------------------------------------------------- | -------------------------------------------------------- | -------------------------------------------------------- | -------------------------------------------------------- | -------------------------------------------------------- | -------------------------------------------------------- | -------------------------------------------------------- | -------------------------------------------------------- | -------------------------------------------------------- | -------------------------------------------------------- | -------------------------------------------------------- | -------------------------------------------------------- | -------------------------------------------------------- | -------------------------------------------------------- | -------------------------------------------------------- |
| 0                                                        | 0                                                        | 0                                                        | 20                                                       | 0                                                        | 0                                                        | 0                                                        | 0                                                        | 0                                                        | 0                                                        | 0                                                        | 8                                                        | 2                                                        | 0                                                        | 34                                                       | 64                                                       |
| Notes « N »                                              | Notes « N »                                              | Notes « N »                                              | 1. 2. 3. 4. Néant                                        | 1. 2. 3. 4. Néant                                        | 1. 2. 3. 4. Néant                                        | 1. 2. 3. 4. Néant                                        | 1. 2. 3. 4. Néant                                        | 1. 2. 3. 4. Néant                                        | 1. 2. 3. 4. Néant                                        | 1. 2. 3. 4. Néant                                        | 1. 2. 3. 4. Néant                                        | 1. 2. 3. 4. Néant                                        | 1. 2. 3. 4. Néant                                        | 1. 2. 3. 4. Néant                                        | 1. 2. 3. 4. Néant                                        |
| Sources : rue-ville.info & FNACA 39 GAJE                 |                                                          |                                                          |                                                          |                                                          |                                                          |                                                          |                                                          |                                                          |                                                          |                                                          |                                                          |                                                          |                                                          |                                                          |                                                          |

### Édifices
- Ancien presbytère puis école, aujourd'hui logement de la commune (XVIIIe s.), inscrit à l'IGPC depuis 2000[18] ;
- Étable (XVIIIe s.), inscrite à l'IGPC depuis 2000[19] ;
- Ancien presbytère, et mairie-école, aujourd'hui mairie-poste (XVIIIe s.), inscrit à l'IGPC depuis 2000[20] ;
- Fermes Sous la Feuillat (XVIIIe s.), inscrites à l'IGPC depuis 2000[21],[22] ;
- Fermes (XVIIIe-XIXe-XXe s.), au village, inscrites à l'IGPC depuis 2000[23] ;
- Ferme du Chalet (XIXe s.), inscrite à l'IGPC depuis 2000[24] ;
- Église Saint-Renobert (XIXe s.), inscrite à l'IGPC depuis 2000[25] ;
- Monument du Sacré-Cœur (XIXe s.), au lieu-dit "Aux Assignats", inscrit à l'IGPC depuis 2000[26] ;
- Ponts ferroviaires (XIXe s.), de la ligne Andelot-La Cluse, inscrits à l'IGPC depuis 2004[27],[28] ;
- Viaduc ferroviaire de Romand (XIXe s.), sur la ligne Andelot-La Cluse, au lieu-dit "Le Bois des Crottes", inscrit à l'IGPC depuis 2004[29] ;
- Fromagerie (XXe s.), sur l'ancien chemin de la Chaux Mourant, inscrites à l'IGPC depuis 2000[30].

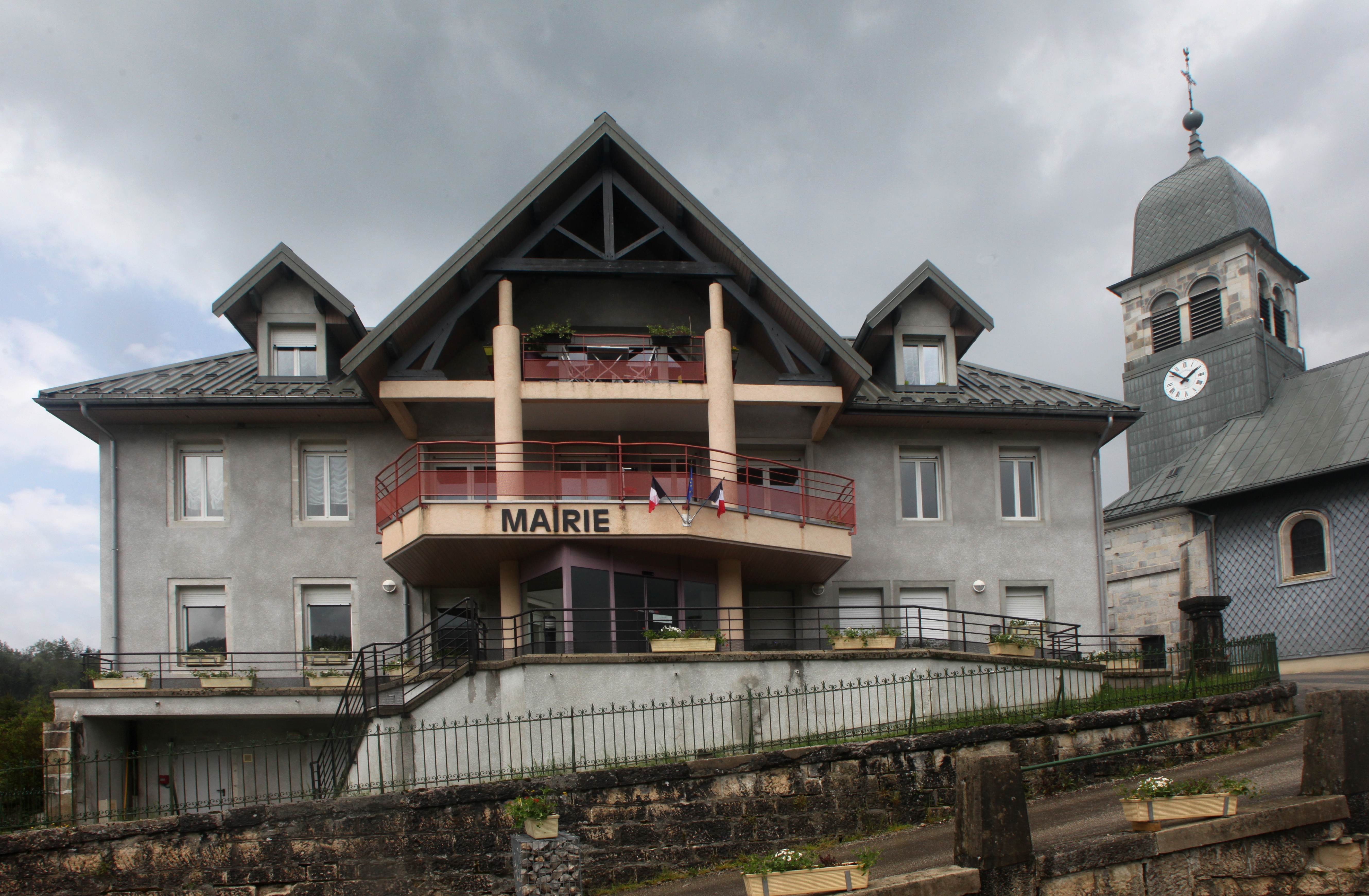
Mairie.
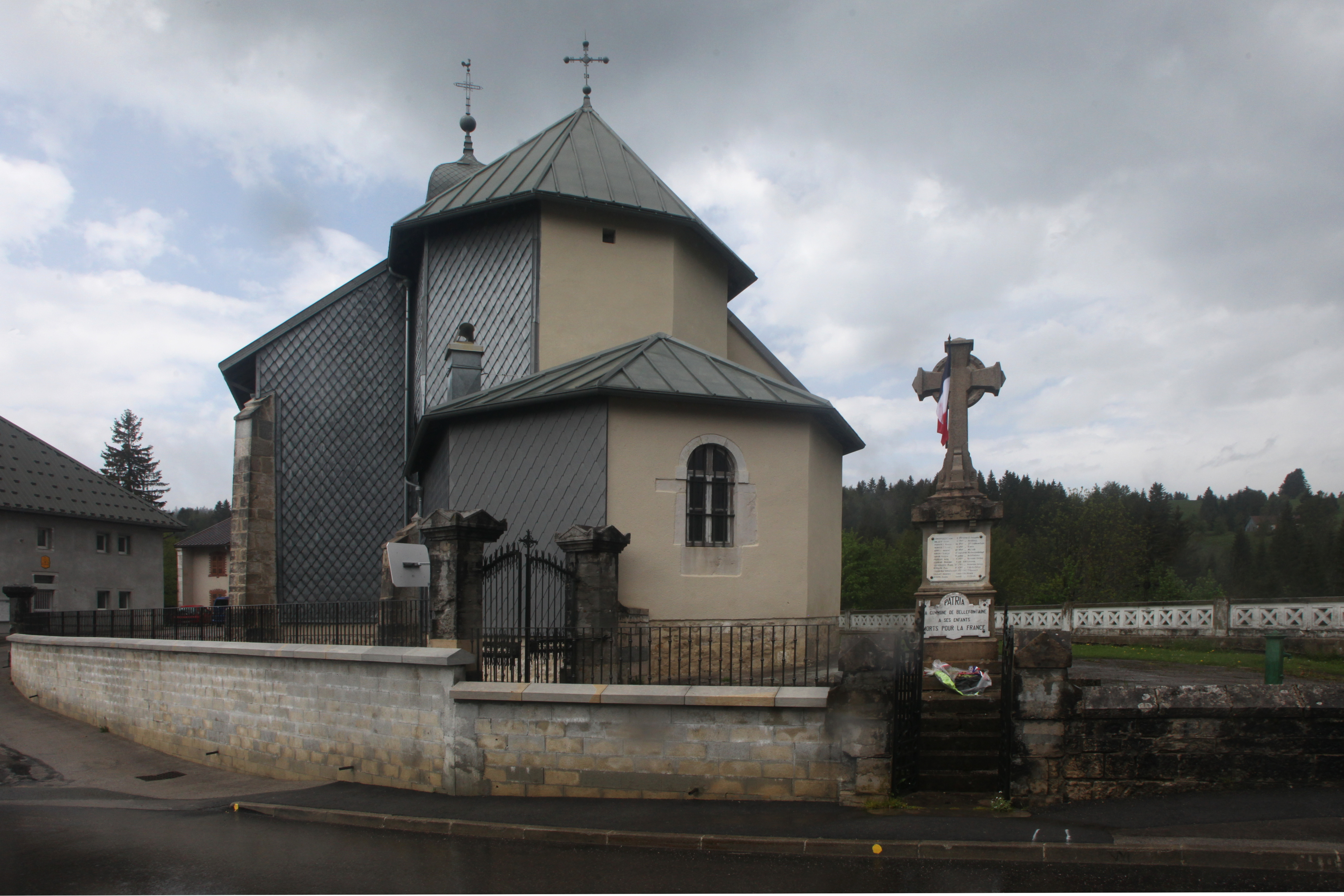
Monument aux morts.

### Sites

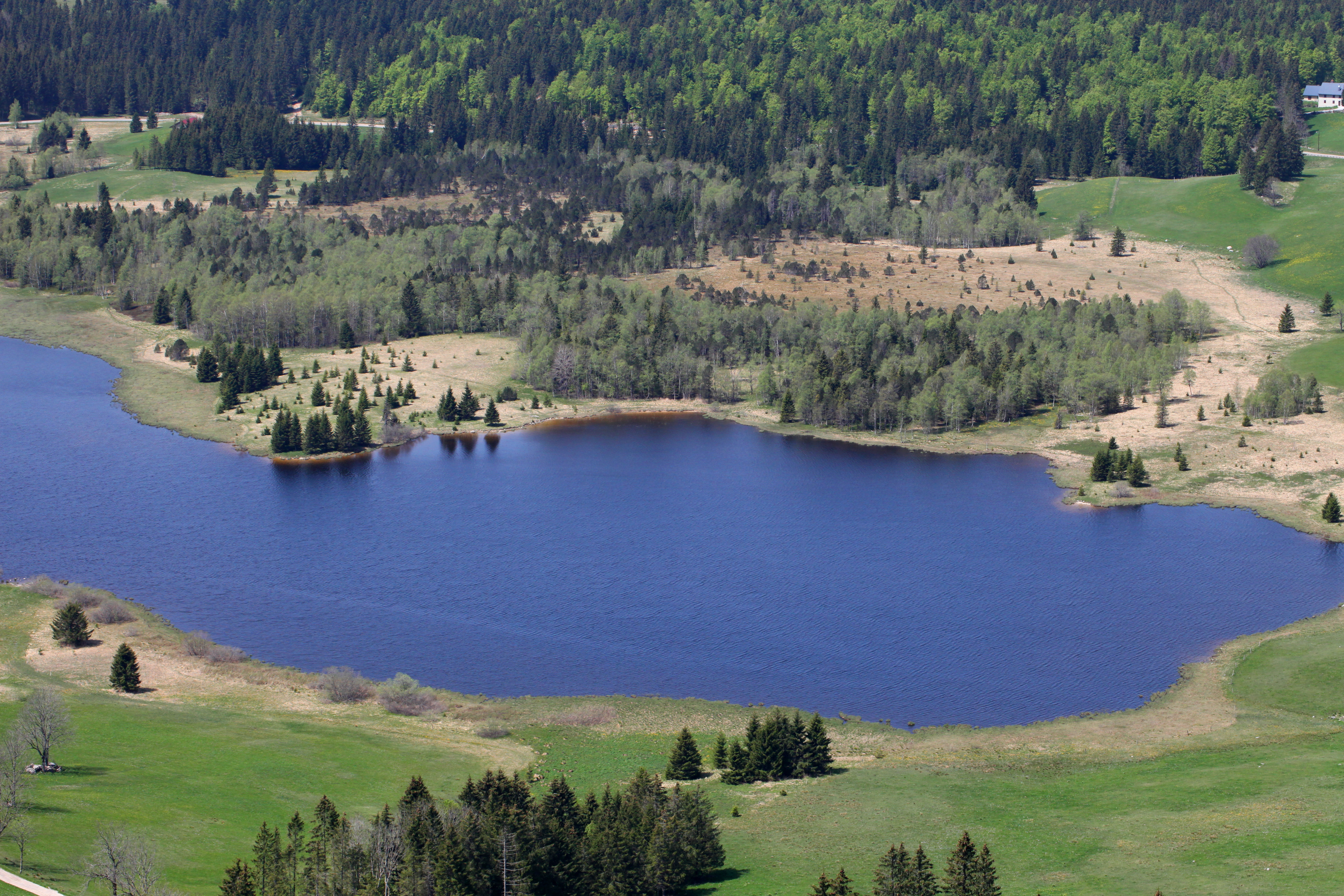
Lac de Bellefontaine

- Massif du Risoux, avec ses lacs, tourbières et vallées propices aux randonnées de moyenne montagne.
- Station de sports d'hiver de Bellefontaine, proposant notamment des activités de ski alpin, ski de fond, raquettes et chiens de traîneaux.
- Lac de Bellefontaine entouré de zones humides et de tourbières.

### Cartes
1. ↑  IGN, « Évolution comparée de l'occupation des sols de la commune sur cartes anciennes », sur remonterletemps.ign.fr (consulté le 15 juillet 2023).